# Premio Roswitha
Il Premio Roswitha è un premio letterario tedesco attribuito annualmente alla migliore scrittrice di lingua tedesca.
Istituito nel 1973 con il nome di "Roswitha-Gedenkmedaille" ("Medaglia Commemorativa di Roswitha"), a partire dal 1998 ha assunto l'attuale denominazione.
Il riconoscimento è stato creato per onorare la memoria di Roswitha di Gandersheim, monaca cristiana considerata la prima poetessa tedesca della storia.
Al 2019 il montepremi è di 5500 euro ed è considerato il più antico premio letterario tedesco destinato a sole donne.

## Albo d'oro[6]
- 1973 Marie Luise Kaschnitz
- 1974 Hilde Domin
- 1975 Ilse Aichinger
- 1976 Elisabeth Borchers
- 1977 Dagmar Nick
- 1978 Elfriede Jelinek
- 1979 Luise Rinser
- 1980 Rose Ausländer
- 1981 Hilde Spiel
- 1982 Friederike Mayröcker
- 1983 Sarah Kirsch
- 1984 Greta Schoon
- 1985 Irmtraud Morgner
- 1986 Ulla Hahn
- 1987 Irina Korschunow
- 1988 Gerlind Reinshagen
- 1989 Helga M. Novak
- 1990 Herta Müller
- 1991 Non assegnato
- 1992 Helga Königsdorf
- 1993 Christa Reinig
- 1994 Monika Maron
- 1995 Libuše Moníková
- 1996 Gisela von Wysocki
- 1997 Non assegnato
- 1998 Carola Stern
- 1999 Birgit Vanderbeke
- 2000 Silvia Bovenschen
- 2001 Erika Fuchs
- 2002 Katja Lange-Müller
- 2003 Antje Rávic Strubel
- 2004 Angelika Klüssendorf
- 2005 Julia Franck
- 2006 Ruth Klüger
- 2007 Felicitas Hoppe
- 2008 Cornelia Funke
- 2009 Non assegnato
- 2010 Anna Katharina Hahn
- 2011 Olga Borissowna Martynowa
- 2012 Elke Erb
- 2013 Ulrike Draesner
- 2014 Gertrud Leutenegger
- 2015 Gabriele Goettle
- 2016 Nora Bossong
- 2017 Petra Morsbach[7]
- 2018 Terézia Mora
- 2019 Monika Rinck[8]
- 2020 Ulrike Almut Sandig[9]
- 2021 Emine Sevgi Özdamar[10]
- 2022 Annegret Held[11]
- 2023 Ulrike Edschmid[12]
- 2024 Lucy Fricke[13]